# سلطان السعد القحطاني
سلطان السعد القحطاني كاتب وإعلامي سعودي، ولد في الرياض عام 1984م. شغل منصب مدير تحرير صحيفة (إيلاف) الإلكترونية، وقدم عدداً من البرامج من أبرزها برنامج (حديث العمر) في قناة (روتانا خليجية)، وبرنامج (الأبواب المتفرقة) على شاشة قناة MBC.

## التعليم
- حاصل على درجة البكالوريوس من جامعة أنجليا روسكين البريطانية في العام 2014.[3]

## العمل
- عمل في صحيفة إيلاف من عام 2003م.
- شغل منصب مدير تحرير صحيفة (إيلاف) لمدة عشر سنوات بداية من عام 2009م.[4]
- أسس ورأس صحيفة (الرياض بوست).[5]

## برامج
- قدم برنامج (حديث العمر) في قناة روتانا خليجية من عام 2015م.[6]
- قدم برنامج (الأبواب المتفرقة) في قناة MBC من عام 2019م.[7]

## تكريم وجوائز
كُرم في الملتقى الإعلامي العربي في دورته الرابعة عشرة في الكويت عام 2017م، وذلك ضمن مجموعة «إعلاميون أضافوا للإعلام العربي» عن فئة إدارة المؤسسات الإعلامية.